# Martin Foyston
Martin Keith Foyston (Kingston upon Hull, 22 settembre 1982) è un allenatore di calcio inglese, tecnico dell'Öster.

## Carriera
Dopo aver giocato a calcio a livello giovanile nell'Hull City e aver completato gli studi universitari, Foyston ha risposto a un annuncio di lavoro ed è stato ingaggiato dal Fulham come video analista tattico.
Nel 2013 ha deciso di iniziare un nuovo capitolo trasferendosi in Svezia, paese natale della moglie, nonostante al momento del suo arrivo nel paese non avesse ancora raggiunto un accordo con alcuna società. A seguito dell'ingaggio del norvegese Per-Mathias Høgmo come nuovo capo allenatore del Djurgården, Foyston si è rivolto all'ex giocatore del Fulham Brede Hangeland, che era stato allenato da Høgmo ai tempi della nazionale norvegese Under-21. Hangeland lo ha messo in contatto con il tecnico, che nell'agosto 2013 lo ha assunto come suo assistente. Nonostante Høgmo avesse lasciato il club a fine 2013, portando con sé Foyston nel proprio staff tecnico, il tecnico inglese nel novembre 2013 ha firmato un rinnovo biennale con il Djurgården. Per alcuni mesi ha ricoperto il doppio incarico, ma nell'agosto 2014 ha lasciato il club di Stoccolma per dedicarsi a tempo pieno alla nazionale norvegese che ha mantenuto fino al novembre 2016, quando Høgmo ha lasciato la guida della squadra.
Nelle stagioni 2017 e 2018 è stato assistente dello Strømsgodset guidato dal capo allenatore Tor Ole Skullerud, tecnico che era già stato a contatto con Foyston essendo stato anch'egli parte dello staff di Høgmo in nazionale.
Per la stagione 2019 è tornato in Svezia dove ha allenato la squadra Under-19 dell'Hammarby, società con cui ha firmato un accordo biennale. L'anno seguente è stato assistente di Jan Mian in quella che formalmente quell'anno era nota come la prima squadra dell'IK Frej militante nella terza serie nazionale ma che di fatto era considerabile come la squadra Under-23 dell'Hammarby.
Il 2 febbraio 2021 è diventato ufficialmente assistente di Juha Malinen presso la nazionale finlandese Under-21. Nel frattempo, in concomitanza con l'arrivo di Per-Mathias Høgmo sulla panchina degli svedesi dell'Häcken avvenuto nel giugno 2021, Foyston è tornato ad essere assistente dell'allenatore norvegese con cui aveva già collaborato più volte in passato. Per alcuni mesi il tecnico inglese ha mantenuto simultaneamente entrambi gli incarichi, prima di lasciare il suo ruolo presso la selezione giovanile finlandese. Successivamente, il campionato di Allsvenskan 2022 si è rivelato storico per l'Häcken, che al termine del torneo si è laureato campione di Svezia per la prima volta nella sua storia. Foyston, così come Høgmo, ha lasciato il proprio incarico nel dicembre 2023, al termine di un'Allsvenskan 2023 conclusa con un terzo posto.
A partire dalla stagione 2024, Foyston è diventato il nuovo capo allenatore dell'Öster con un contratto di 2+1 anni. La sua squadra, militante nella seconda serie nazionale, ha chiuso il campionato di Superettan 2024 al secondo posto, assicurandosi così il ritorno nella massima serie dopo un'assenza durata undici anni.